# Visnea mocanera
Visnea mocanera är en tvåhjärtbladig växtart som beskrevs av Carl von Linné d.y.. Visnea mocanera ingår i släktet Visnea och familjen Pentaphylacaceae. Inga underarter finns listade i Catalogue of Life.

## Bildgalleri

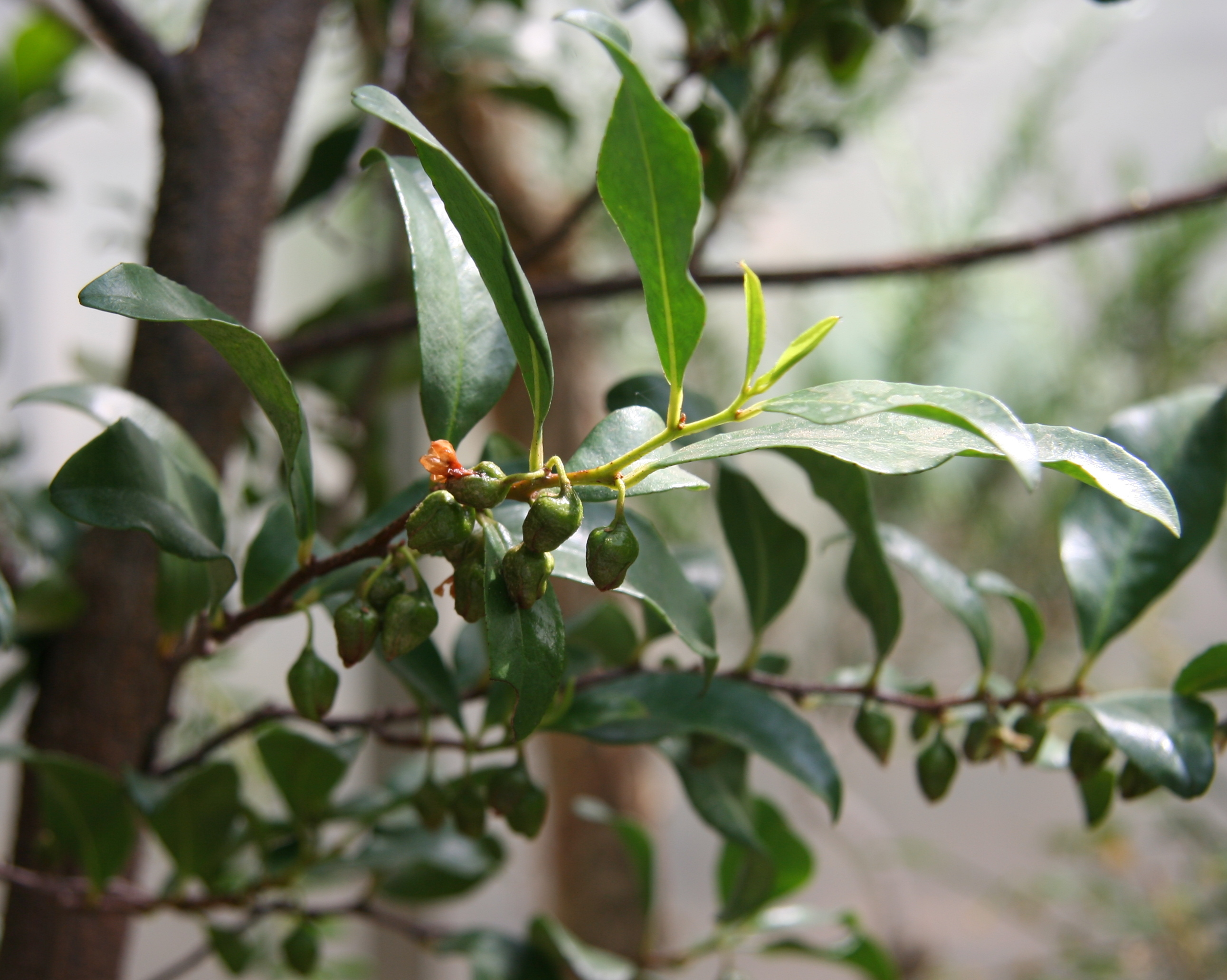
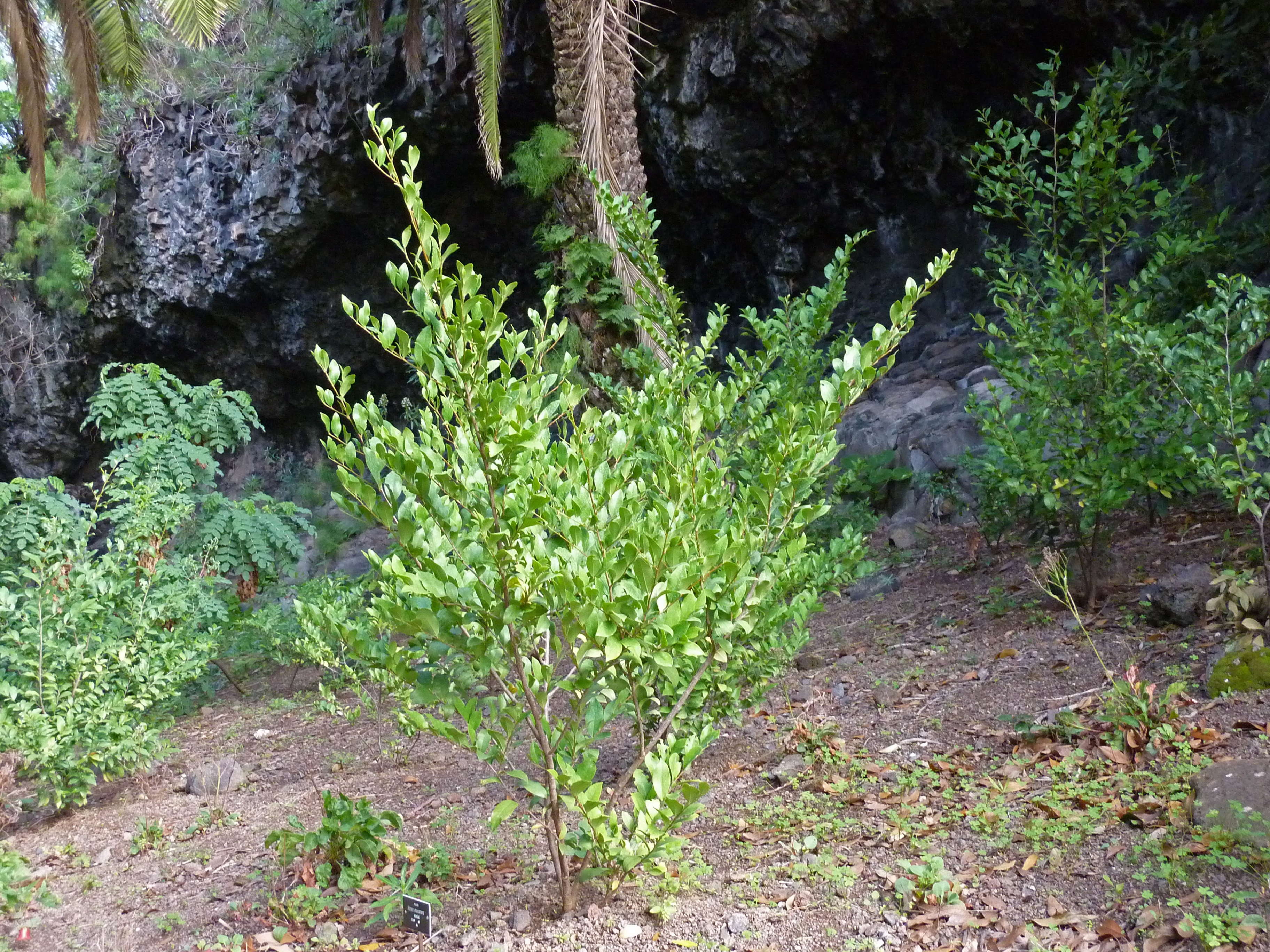
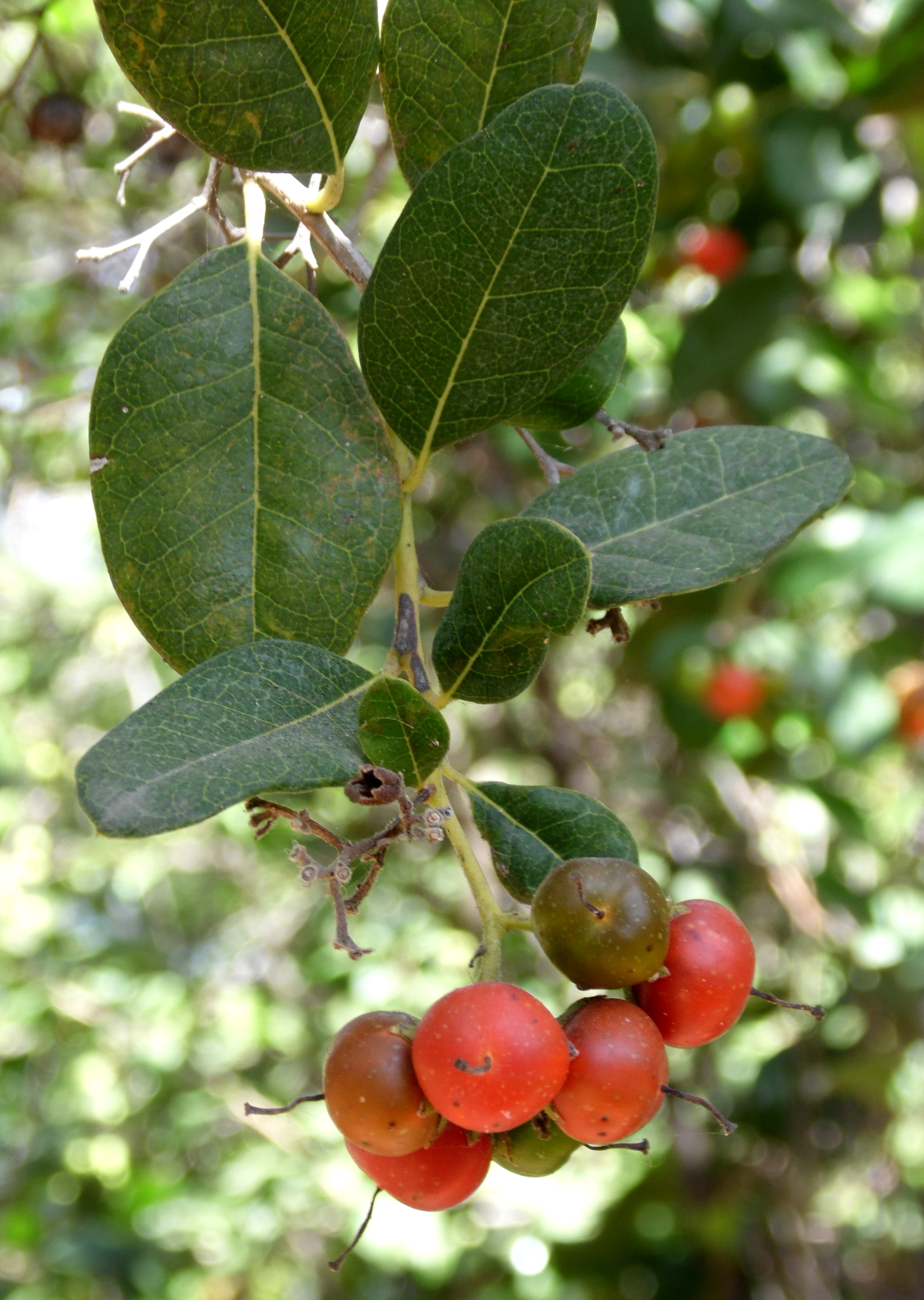